# كنيسة القديس سابا

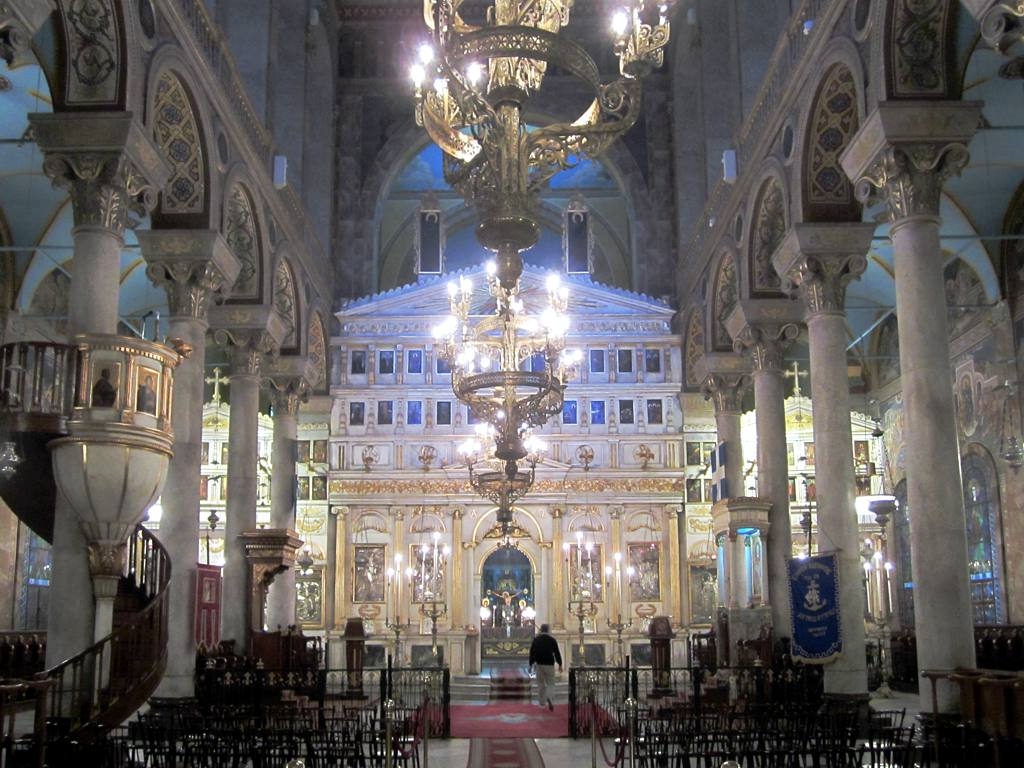

كنيسة القديس سابا (أو سان سابا) بالإسكندرية المقر البطريركي لكنيسة الروم الأرثوذكس في أفريقيا.